# Enrico Berlinguer
Enrico Berlinguer (tiếng Ý: [enˈriːko berliŋˈɡwɛr] listenⓘ; 15 tháng 5 năm 1922 - ngày 11 tháng 6 năm 1984) là một chính trị gia người Ý; ông làm thư ký toàn quốc của Đảng Cộng sản Ý (Partito Comunista Italiano hoặc PCI) từ năm 1972 cho đến khi ông qua đời.

## Tiểu sử
Là con trai của Mario Berlinguer và Maria Loriga, Enrico Berlinguer sinh ở Sassari ngày 15 tháng 5 năm 1922 trong một gia đình cao quý người Sardinia, với các quan hệ gia đình và tiếp xúc chính trị ảnh hưởng mạnh mẽ đến cuộc sống và sự nghiệp của ông. Họ của ông có gốc Catalan, gợi nhớ đến một thời kỳ Sardinia thuộc lãnh địa vua Aragon.